# 2020年ホロ爆弾テロ事件
2020年のホロ爆弾テロ事件（2020ねんのホロばくだんテロじけん）は2020年（令和2年）8月24日に発生し、イスラム過激派集団アブ・サヤフのジハード主義者とされる武装勢力がフィリピン・スールー州のホロで2発の爆弾を爆発させ、14人が死亡、75人が負傷した事件。最初の爆発は、フィリピン陸軍関係者がCOVID-19の人道支援活動の実施を支援していたときに起き、二回目の爆発は自爆テロによるもので、ホロ大聖堂の近くで起きた。

## 背景
30年以上にわたり、アブ・サヤフはモロ紛争の一環として、スールー州のフィリピンからの独立を支持してテロ攻撃を行ってきた。スールー州は主にイスラム教徒が住んでいるが、フィリピン全体では主にキリスト教徒が多い。2004年にアブ・サヤフはフェリーを爆破して116人を殺害するフィリピン史上最悪のテロ攻撃を行い、2016年にはISILへの忠誠を誓った。彼らは、特にスールー州内で即席爆発装置を使用したり身代金目的で外国人を誘拐したりすることで知られている。
爆破テロ事件の数日前にフィリピン政府はアブ・サヤフに所属する多数の過激派を逮捕しており、スールーの治安部隊は報復を恐れて警戒を強めていた。

## 攻撃
2020年8月24日午前11時54分、スールー州ホロのダウンタウンにあるパラダイス・フード・プラザの外で、軍用トラックの隣に置かれたオートバイ爆弾が爆発した。この爆発により、兵士6人、民間人6人、警察官1人が死亡し、69人が負傷した。事件を受けて警察と軍が現場に駆け付け、事件から1時間後の午後12時57分に女の自爆テロリストが封鎖されたエリアに近づき、侵入しようとした。兵士に止められると、彼女は持っていた爆弾を爆発させ、女と彼女を止めた兵士が死亡し、警官6人が負傷した。2回目の爆発は1回目の爆発から約100メートル離れたフィリピン開発銀行の支店前で起きた。合計で、兵士7人、警察官1人および民間人6人が死亡し、兵士21人、警察官6人、民間人48人が負傷した。爆弾テロ事件の場所は2019年のホロ大聖堂爆弾テロ事件の場所に近かった。

## 余波
翌日、ISIL東アジア州（アブ・サヤフとしても知られる）が犯行声明を出した。政府はアブ・サヤフの爆弾製造者ムンディ・サワジャーンが爆弾を作り、犯人を武装させたと考えている。爆破テロ事件を受けて、スールーの全自治体が封鎖された。
2020年8月29日、パティクルで爆弾テロ事件の犯人を捜していた兵士がアブ・サヤフの過激派に襲われた。銃撃戦の結果、フィリピン人兵士1人が死亡し、7人が負傷した。2人のアブ・サヤフの過激派も戦闘で死亡した。

### 6月の銃撃
爆弾テロ事件のほぼ2か月前の6月29日に、スールー州で2人の女性自爆テロリストが存在する可能性を調査していた陸軍諜報員4人がホロの警察官に銃撃されて死亡し、警官は事件を隠蔽するために偽の証拠を仕込もうとしたという。銃撃事件の捜査中に自爆テロが起こったため、軍は、この事件が自爆テロ事件を回避できたかもしれない諜報活動を混乱させ、警察官が自爆テロ犯と関係している可能性を提起したと述べた。

## 反応
攻撃の直後、大統領報道官のハリー・ロケは爆弾テロ事件を非難し、「当局は現在、これらの卑劣な攻撃の背後にいる個人またはグループの特定を含む調査を行っている」と述べた。大統領府長官のカルロ・ノグラレスは「可能な限り最も強い言葉で」攻撃を非難し、テロリズムは「文明世界には居場所が無い」と述べた。彼はまた、「非人道的な攻撃」の背後にいる者に正義をもたらすと述べた。テロ対策の専門家であり、フィリピン平和・暴力・テロ研究所の所長であるロンメル・C・バンラオイ博士によると、2020年のホロ自爆テロ事件は、自爆テロがフィリピンにおける新たなテロの顔となったことを強く示唆するものだという。2020年のホロ自爆テロ以前にバンラオイ博士は既に以下のように説明している：「フィリピンでの自爆テロの台頭は、国内にいるISISの外国人テロリスト戦闘員によって広められた暴力的過激主義のイデオロギーの伝染効果から生じている。ISISの外国人テロリスト戦闘員は、フィリピン、特にミンダナオ島の紛争地域において地元の不満や歴史的な恨み、不公平感に付け込んで暴力的過激主義を広めている。暴力的過激主義は、フィリピンでのテロ行為を正当化するイデオロギーである」。